# 達尼夫卡
50°51′56″N 31°12′42″E / 50.86556°N 31.21167°E
達尼夫卡（烏克蘭語：Данівка），是烏克蘭北部的村莊，隸屬切爾尼希夫州的切爾尼希夫區。該村始建於1666年，面積2.74平方公里，海拔高度112米，2001年人口965，人口密度每平方公里352.2人。